# Gdańskie Autobusy i Tramwaje
Gdańskie Autobusy i Tramwaje – przedsiębiorstwo zajmujące się usługami związanymi z rozkładowym transportem pasażerskim i transportem w komunikacji miejskiej. Jest największym przewoźnikiem w sieci ZTM Gdańsk.
19 stycznia 2017 spółka zmieniła nazwę z Zakład Komunikacji Miejskiej w Gdańsku na Gdańskie Autobusy i Tramwaje. Głównym powodem było częste mylenie tej instytucji z ZTM Gdańsk, będącym organizatorem publicznego transportu zbiorowego w Gdańsku i zarazem emitentem biletów. GAiT (dawny ZKM Gdańsk) jest jednym z kilku zleceniobiorców tej instytucji. Posiada tabor, zatrudnia kierowców i serwisantów. GAiT jest właścicielem większości pojazdów pracujących zamawianych przez ZTM. W związku ze zmianą nazwy, zmianie uległo również logo spółki nawiązujące do godła motorniczych elektrycznych tramwajów.

## Tabor

### Autobusy
| Typ Autobusu                                                     | Eksploatacja od                                                  | przewóz osób na wózkach                                          | Liczba                         |
| ---------------------------------------------------------------- | ---------------------------------------------------------------- | ---------------------------------------------------------------- | ------------------------------ |
| MAN NG 313                                                       | 2002                                                             | przewóz osób na wózkach                                          | 1                              |
| MAN NL 283                                                       | 2002                                                             | przewóz osób na wózkach                                          | 8                              |
| Mercedes Conecto LF (12 m)                                       | 2011                                                             | przewóz osób na wózkach                                          | 10                             |
| Mercedes Conecto G (18 m)                                        | 2011                                                             | przewóz osób na wózkach                                          | 12                             |
| Solaris Urbino 12                                                | 2000/2006/2008/2009                                              | przewóz osób na wózkach                                          | 36                             |
| Solaris Urbino 18                                                | 2003/2006/2008/2009                                              | przewóz osób na wózkach                                          | 40                             |
| Iveco Kapena Urby 65C                                            | 2013                                                             | przewóz osób na wózkach                                          | 5                              |
| Mercedes-Benz Citaro C2 (12 m)                                   | 2016, 2019, 2020                                                 | przewóz osób na wózkach                                          | 9 (2016), 18 (2019), 29 (2020) |
| Mercedes-Benz Citaro C2 G (18 m)                                 | 2016, 2019, 2020                                                 | przewóz osób na wózkach                                          | 9 (2016), 26 (2019), 13 (2020) |
| Mercedes-Benz Citaro C2 K (10 m)                                 | 2016, 2019, 2020                                                 | przewóz osób na wózkach                                          | 5 (2016), 2 (2019), 6 (2020)   |
| Mercedes Benz Citaro O 530                                       | 2018                                                             | przewóz osób na wózkach                                          | 14                             |
| Karsan e-Jest                                                    | 2022                                                             | przewóz osób na wózkach                                          | 3                              |
| MAN NL326 Lion's City 12 E                                       | 2023                                                             | przewóz osób na wózkach                                          | 10                             |
| MAN NG544 Lion's City 18 E                                       | 2023                                                             | przewóz osób na wózkach                                          | 8                              |
| Wszystkie pojazdy (w eksploatacji na dzień 21 października 2023) | Wszystkie pojazdy (w eksploatacji na dzień 21 października 2023) | Wszystkie pojazdy (w eksploatacji na dzień 21 października 2023) | 263                            |
| Udział autobusów niskopodłogowych we flocie                      | Udział autobusów niskopodłogowych we flocie                      | Udział autobusów niskopodłogowych we flocie                      | 100%                           |
| Udział autobusów klimatyzowanych we flocie                       | Udział autobusów klimatyzowanych we flocie                       | Udział autobusów klimatyzowanych we flocie                       | 100% (lider w Polsce)          |
| Średni wiek pojazdów                                             | Średni wiek pojazdów                                             | Średni wiek pojazdów                                             | 8 lat                          |

#### Odnowa taboru autobusowego
8 maja 2018 GAiT podpisał z firmą EvoBus Polska umowę na zakup 46 autobusów Mercedes-Benz Citaro, finansowany ze środków własnych spółki (koszt: 79,4 mln zł):
- 18 pojazdów klasy MAXI (12-metrowych), na 90 pasażerów,
- 26 pojazdów przegubowych (18-metrowych), na 140 pasażerów,
- 2 pojazdy klasy MIDI (10-metrowe), na 80 pasażerów.

Pojazdy wyposażono w klimatyzację, monitoring, system głosowego zapowiadania przystanków, ładowarki USB, a do pojazdów w wersji przegubowej zamontowano również wieszaki rowerowe. Autobusy wyposażono w umieszczony przy akumulatorze moduł rekuperacyjny, ograniczający zużycie paliwa i zapewniający spełnianie normy emisji spalin Euro VI. Dodatkowo spółka zastrzegła sobie, jako opcję, zlecenie dostawcom autobusów kontraktów serwisowych. Oznacza to, że wyłoniony w przetargu dostawca byłby zobligowany do utrzymania pojazdów w technicznej gotowości wynoszącej minimum 95%. Wyłoniony w przetargu dostawca miał 12 miesięcy na przekazanie pojazdów od momentu podpisania umowy. Autobusy przekazano do eksploatacji w kwietniu 2019.
W październiku 2018 spółka ogłosiła przetarg na leasing 48 autobusów w latach 2020–2028. W chwili rozpoczęcia eksploatacji ich wiek nie mógł być większy od 6 miesięcy. Dostawca autobusów jest odpowiedzialny za codzienne przeglądy techniczne, naprawy eksploatacyjne, powypadkowe, a także te będące następstwem wandalizmu. Również w tym przypadku dostawcą pojazdów został EvoBus (w konsorcjum z Pekao Leasing), z którym 27 lutego 2019 podpisano umowę o wartości 117 mln zł. Pierwszych 30 Mercedesów Citaro dotarło do Gdańska wiosną 2020 i otrzymało numery taborowe rozpoczynające się cyfrą 3. Całość kontraktu obejmuje leasing 29 autobusów standardowych (Mercedes-Benz typ 628 02 Citaro), 13 przegubowych (Mercedes-Benz typ 628 03 Citaro G) i 6 typu midi (Mercedes-Benz typ 628 02 Citaro K) wraz z wyposażeniem elektronicznym i niezbędnym oprogramowaniem oraz z licencjami.
Ponadto planowany jest zakup trzech, a docelowo ośmiu autobusów napędzanych wodorem. Z uwagi na niski zasięg oferowanych autobusów elektrycznych w porównaniu z dziennymi przebiegami wykonywanymi przez autobusy w Gdańsku, zakup tego rodzaju pojazdów nie był pierwotnie brany pod uwagę. Niemniej, w 2021 GAiT zamówił w firmie MMI ze Słupska 3 minibusy elektryczne na 22 osób o wartości 4,8 mln zł, których dostawa nastąpiła w 2022. W tym samym roku GAiT ogłosił przetarg na zakup 18 autobusów elektrycznych (10 o długości 12 metrów oraz wartości 29,52 mln zł i 8 przegubowych 18-metrowych oraz wartości 31,98 mln zł). Dostawa zamówionych autobusów marki MAN Lion's City E nastąpi najpóźniej jesienią 2023.

#### Wycofane z eksploatacji
- Otoyol M50
- Mercedes O305
- MAN SL200
- Jelcz M11
- Ikarus 260
- Ikarus 280
- Neoplan N4016
- Neoplan N4020
- Mercedes-Benz O405N
- Mercedes-Benz O405GN2

### Tramwaje
| Typ wagonu                                         | Eksploatacja od                                    | przewóz osób na wózkach                            | Liczba |
| -------------------------------------------------- | -------------------------------------------------- | -------------------------------------------------- | ------ |
| Alstom-Konstal 114N                                | 1997                                               | przewóz osób na wózkach                            | 2      |
| Alstom-Konstal NGd99                               | 2000                                               | przewóz osób na wózkach                            | 4      |
| Bombardier Flexity Classic                         | 2007                                               | przewóz osób na wózkach                            | 3      |
| Duewag N8C-NF                                      | 2007                                               | przewóz osób na wózkach                            | 62     |
| Pesa 120NaG Swing                                  | 2010                                               | przewóz osób na wózkach                            | 35     |
| Pesa 128NG Jazz Duo                                | 2014, 2020, 2021                                   | przewóz osób na wózkach                            | 35     |
| Wszystkie wagony                                   | Wszystkie wagony                                   | Wszystkie wagony                                   | 141    |
| Udział wagonów niskowejściowych i niskopodłogowych | Udział wagonów niskowejściowych i niskopodłogowych | Udział wagonów niskowejściowych i niskopodłogowych | 100%   |

### Pojazdy historyczne
| Typ autobusu/wagonu   | Eksploatacja od | Liczba | Uwagi                                                                                              |
| --------------------- | --------------- | ------ | -------------------------------------------------------------------------------------------------- |
| Bergmann              | 1991            | 1      | |
| Herbrand Metropolitan | 1991            | 1      | |
| Konstal N             | 2005            | 1      | |
| Konstal 105N          | 2005            | 1      | |
| Konstal 105Na         | 1975            | 5      | Skład 06300+06299+06309 oczekuje na NG a 1341+1342 gniją w zajezdni autobusowej przy ulicy hallera |
| Konstal 102Na         | 2009            | 2      | Jedna gnije w zajezdni przy ulicy hallera                                                          |
| Jelcz 043             | 2009            | 1      | |
| Ring                  | 2016            | 1      | niesprawny                                                                                         |
| Neoplan N4016         | 1997            | 1      | |
| Neoplan N4020         | 1997            | 1      | W trakcie prac konserwatorskich                                                                    |
| Mercedes-Benz o405gn  | 1996            | 1      | Sprawny                                                                                            |

### Pojazdy techniczne
| Typ pojazdu  | Eksploatacja od | Liczba |
| ------------ | --------------- | ------ |
| Ikarus 280/A | 1991            | 1      |
| Jelcz 317W   | 1991            | 1      |
| Jelcz 415    | 1997            | 1      |
| Jelcz W642   | 1991            | 1      |
| Multicar     | 1991            | 1      |
| Star 200     | 1991            | 1      |
| Star DSO124  | 1991            | 3      |
| Żuk A11      | 1991            |        |

## Prezesi
- Jerzy Zgliczyński (1991–2016)
- Maciej Lisicki (od 2017)[2][16]